# Kamisunagawa
Kamisunagawa (jap. 上砂川町 Kamisunagawa-chō) – miasto w Japonii, w prefekturze Hokkaido, w podprefekturze Sorachi. Według danych na rok 2020 miejscowość zamieszkiwało 2 841 mieszkańców , a gęstość zaludnienia wyniosła 71,1 os./km².